# Лагноя
Лагноя (Lahnaoja, Lahnoja, в верхнем течении — Аза) — ручей недалеко от деревни Мунозеро в Карелии, впадает в реку Пяла. Ручей протекает по территории Петровского сельского поселения Кондопожского района Карелии. Длина ручья — 15 км.

## Общие сведения
Ручей берёт начало из болота без названия и далее течёт преимущественно в северном направлении.
Ручей в общей сложности имеет два малых притока суммарной длиной 5,0 км.
Устье ручья находится в 1,3 км по правому берегу реки Пяли на высоте 60,0 м над уровнем моря. Пяля, в свою очередь, впадает в Пялозеро, из которого берёт начало река Нива, впадающая в Сундозеро. Через последнее протекает река Суна.
Населённые пункты на ручье отсутствуют.
Код объекта в государственном водном реестре — 01040100212202000015335.

## Фотография
|  |